# Ромбічна сингонія

Ромбічна сингонія

Ромбі́чна синго́нія або ортогональна сингонія — тип сингонії кристалічної ґратки.
Позначення: D2h, o.
Кристалічні класи: C2v, D2, D2h
Елементарна комірка кристала ромбічної сингонії — прямий паралелепіпед. Три базисні вектори різної довжини
перпендикулярні один до одного.

## Ґратки Браве
Крім простої ромбічної ґратки Браве, існують ще три інші: з центрованою основою, об'ємноцентрована, гранецентрована

## Приклади
- Сірка
- Арагоніт
- Сидеронатрит